# Тегозеро (станция)
Тегозеро — железнодорожная станция 5-го класса Петрозаводского региона Октябрьской железной дороги на линии Беломорск—Маленьга.

## Общие сведения
Станция Тегозеро  расположена между станциями Колежма и Сумский Посад, в одноимённом населённом пункте в составе Сумпосадского сельского поселения Беломорского района Республики Карелия.
Расстояние до узловых станций (в километрах): Маленьга — 61, Беломорск — 67.
Станция открыта в 1941 году, получив название от озера Тегозеро. В 1941-1944 гг. на станции находилась типография, в которой издавались прифронтовые газеты, книги, брошюры и листовки.

## Пассажирское сообщение

### Поезда дальнего следования
| № поезда | Маршрут движения   | № поезда | Маршрут движения   |
| -------- | ------------------ | -------- | ------------------ |
| 143      | Мурманск — Вологда | 144      | Вологда — Мурманск |

### Пригородные поезда
| № поезда | Маршрут движения | № поезда | Маршрут движения |
| -------- | ---------------- | -------- | ---------------- |
| 6613     | Кемь — Маленьга  | 6614     | Маленьга — Кемь  |
| 6601     | Кемь — Маленьга  | 6602     | Маленьга — Кемь  |